# Entelurus aequoreus
Entelurus aequoreus (Linnaeus, 1758), noto in italiano come pesce ago serpente, è un pesce osseo marino appartenente alla famiglia Syngnathidae. È l'unica specie del genere Entelurus.

## Distribuzione e habitat
Questa specie è diffusa nell'Oceano Atlantico nordorientale a nord fino a Islanda e Norvegia e a sud fino alle Azzorre compreso il mar del Nord e, occasionalmente, il mar Baltico. Assente dal mar Mediterraneo.
Si incontra in acque bassa, dalla zona intertidale a 20 metri di profondità (eccezionalmente fino a 100), su fondi ricchi di vegetazione acquatica e nelle praterie di zostera. Può trovarsi anche in acque aperte all'interno o in prossimità di ammassi di alghe trasportati dalla corrente, soprattutto durante i mesi caldi.

## Descrizione
Come tutti i Syngnathidae appartenenti alla sottofamiglia Syngnathinae possiede corpo allungatissimo e molto sottile e mascelle fuse a tubo con apertura boccale molto piccola. Il muso è abbastanza lungo e con profilo dorsale leggermente concavo. Mancano le pinne pettorali, le pinne ventrali e la pinna anale; la pinna caudale è molto piccola e può sembrare che manchi del tutto. L'apertura delle branchie è molto piccola, ridotta a un poro. La colorazione è bruno giallastra con strie verticali argentee che possono avere un bordo scuro. Tra la bocca e la parte posteriore della testa è presente una linea scura che passa attraverso l'occhio. Quando è spaventato può diventare scuro con macchie e marmorizzature sul corpo.
La femmina misura fino a 60 cm, il maschio fino a 40.

## Biologia

### Riproduzione
Avviene nei mesi estivi. Come in tutti i Syngnathidae i ruoli sessuali sono invertiti rispetto alla maggioranza dei pesci. Le uova vengono trasportate dal maschio attaccate al ventre. Gli avannotti quando lasciano la borsa incubatrice del maschio sono ad uno stadio di sviluppo precoce e fanno vita pelagica.

### Alimentazione
Si nutre di piccoli crostacei ed avannotti di pesci.

## Pesca
Del tutto privo di interesse per la pesca.

## Acquariofilia
Adatto solo ai grandi acquari pubblici.